# François Augustin Trumeau
François Augustin Trumeau est un homme politique français né le 14 juin 1755 à Issoudun (Indre) et décédé le 15 janvier 1835 au même lieu. Il est député au Conseil des Cinq-Cents sous le Directoire, puis au corps législatif sous le Consulat.

## Biographie
François Augustin Trumeau est né à Issoudun le 14 juin 1755 et baptisé le lendemain. Il est le fils de Pierre Trumeau de la Sablonnière, substitut du procureur du roi, bourgeois de la ville, et de Marie-Brigitte Gaignault.
Conseiller du roi, François Augustin Trumeau est nommé lieutenant criminel au bailliage d'Issoudun en 1780 à 25 ans avec dispense d'âge. Favorable à la Révolution, il devient officier municipal et juge au tribunal de district. Il est également membre du conseil électoral et du conseil d'arrondissement.
Il est élu député de l'Indre au Conseil des Cinq-Cents le 10 avril 1797 (21 germinal an V), avec 88 voix sur 124 votants. Au Conseil, il s'occupe principalement de questions agricoles. Partisan du coup d'État du 18 Brumaire, il passe au Corps législatif où il siège jusqu'en 1803 (an XI), faisant preuve d'une grande activité législative, siégeant dans beaucoup de commissions. Il fait paraître au moins onze publications sur ses discours et opinions, concernant notamment l'aliénation des biens communaux, ou son projet de baux à cheptel. Les comptes rendus de ses publications paraissent parfois dans le Moniteur universel. Il est secrétaire du Corps législatif peu avant de quitter l'Assemblée.
Il avait épousé Anne-Flore Blanchard, morte en 1800, dont il a eu trois enfants, parmi lesquels Pierre-Augustin et Pierre-Théophile Trumeau. Pierre-Théophile eut lui-même une fille, Elianne, femme de Gustave Papet.